# Franz Bernheim
Franz Bernheim (ur. 15 września 1899 w Salzburgu, zm. 22 grudnia 1990 w Nowym Jorku) – niemiecki handlowiec narodowości żydowskiej, autor petycji Bernheima.

## Życiorys
Urodził się w Salzburgu, ale jego rodzina powróciła wkrótce po jego narodzinach do Wirtembergii, gdzie dorastał i zdobył zawód kupca. Po I wojnie światowej przeniósł się do Berlina, gdzie nawiązał kontakty w środowisku tamtejszej bohemy. Obracał się też wśród członków i sympatyków Komunistycznej Partii Niemiec. Jego szwagier Wieland Herzfelde był właścicielem komunizującego wydawnictwa Malik-Verlag, brat Wielanda Helmut był dadaistą, znanym pod pseudonimem John Heartfield.

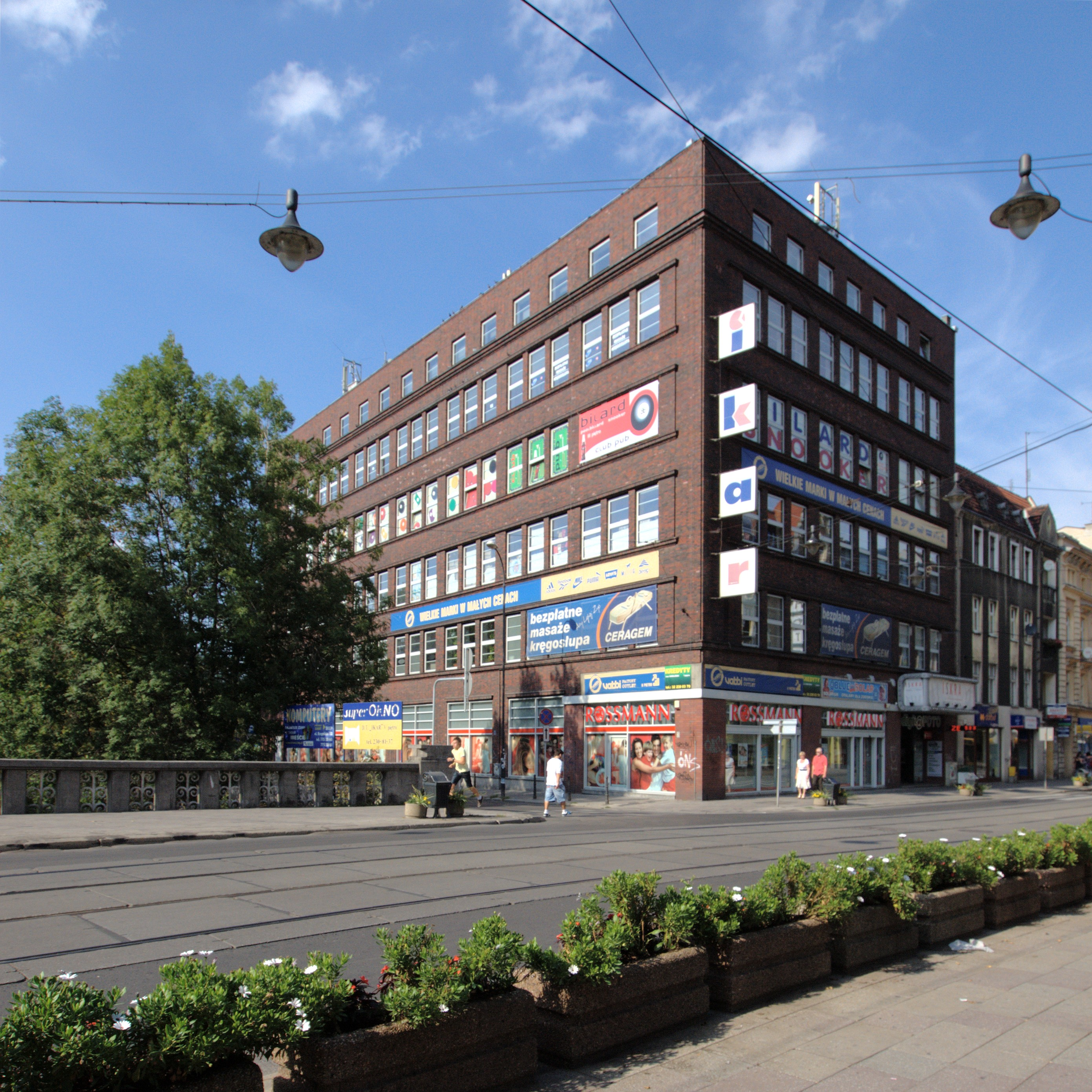
Siedziba DeFaKa w Gliwicach; dziś dom handlowy Ikar

Z końcem lat dwudziestych XX wieku pracował w Münster, w oddziale DeFaKa (Deutsches Familien-Kaufhaus), skąd 28 listopada 1930 roku został zwolniony. Oficjalnym powodem miało być niezadowolenie z jego pracy, ale przyczyną mogły być również jego lewicujące poglądy. Mimo negatywnej opinii, został 3 sierpnia 1931 roku zatrudniony w filii DeFaKa w Gliwicach, gdzie prowadził księgi finansowe. Według opinii przełożonych „komunizował i zachęcał do komunizmu inne osoby”.
Po dojściu Hitlera do władzy w styczniu 1933 roku, błyskawicznie nasiliły się brutalne akty antysemityzmu. W całych Niemczech następowały zwolnienia Żydów z pracy i bojkot przedstawicieli wolnych zawodów pochodzenia żydowskiego. DeFaKa, licząc się z groźbą bojkotu z powodu zatrudniania Żydów, w marcu 1933 roku zwolniła wszystkich pracowników tego pochodzenia. 31 marca 1933 roku gliwicka filia rozwiązała umowę z Bernheimem i dwoma innymi Żydami.

## Petycja Bernheima
W połowie kwietnia 1933 roku Bernheim opuścił Niemcy, udając się do Katowic. W kancelarii adwokata Marka Reichmanna przy ul. Mariackiej 3, we współpracy z Arthurem Kochmannem, adwokatem z Gliwic oraz Georgiem Weissmannem, prawnikiem z Bytomia, przygotowali tekst skargi do Rady Ligi Narodów. Oprócz zaskarżenia legalności zwolnienia Bernheima z pracy, dokument wylicza naruszenia postanowień Konwencji genewskiej o Górnym Śląsku z 15 maja 1922 roku, w stosunku do ludności żydowskiej na niemieckim Górnym Śląsku.
Z tekstem skargi Bernheim w maju 1933 roku dotarł do Pragi. Przyjął go tam Kurt Grossmann, kierownik Biura Pomocy Uciekinierom, który zorganizował mu spotkanie z Emilem Marguliesem, prawnikiem i czołowym działaczem ruchu syjonistycznego. Margulies, obok Reichmanna, stał się faktycznym współtwórcą petycji. 12 maja 1933 roku dokument został złożony w Genewie przez przedstawicieli Comité des Délégations Juives Leo Motzkina, Emila Marguliesa i Nathana Feinberga. Rada Ligi Narodów powołała w trybie pilnym komitet do zbadania sprawy. Wydana decyzja przyznawała mniejszości żydowskiej na Górnym Śląsku ochronę prawną do czasu końca obowiązywania konwencji polsko-niemieckiej z 1922 roku.
6 czerwca 1933 roku przedstawiciel rządu Rzeszy w Lidze Narodów, August von Keller, zobowiązał się w imieniu Niemiec do przywrócenia na Górnym Śląsku stanu prawnego sprzed 1 kwietnia 1933 roku. W ten sposób Żydzi niemieccy żyjący na tym terenie mogli cieszyć się pełnią swobód obywatelskich i praw publicznych do 1937 roku.
15 września 1935 roku zostały uchwalone przez niemiecki Reichstag norymberskie ustawy rasowe. Rozporządzenie wykonawcze z 14 listopada 1935 roku, rozwijało ustalenia § 3 ustawy o obywatelstwie Rzeszy i wyłączało Żydów spod jego mocy. Żydów można było pozbawić obywatelstwa Rzeszy, ochrony prawnej i własności. Nie mogli pełnić służby w urzędach państwowych ani w wojsku. Dzięki petycji Bernheima Żydzi z Górnego Śląska cieszyli się równouprawnieniem aż do wygaśnięcia konwencji 15 lipca 1937 roku.

## Dalsze losy Bernheima
Po uzyskaniu potwierdzenia bezprawności jego zwolnienia, Bernheim wystąpił o finansowe zadośćuczynienie od DeFaKa. Od 17 października 1933 do 2 grudnia 1935 roku przed Górnośląską Komisją Mieszaną w Katowicach i Urzędem do spraw Mniejszości w Opolu toczyło się postępowanie, w toku którego został uznany za poszkodowanego. Początkowo DeFaKa zaproponował mu 380 marek, dwukrotność jego miesięcznej pensji sprzed zwolnienia, w końcu ugodę osiągnięto na poziomie 1600 marek. W trakcie postępowania Bernheim mieszkał w Pradze. Jeszcze przed zakończeniem postępowania zdecydował się na emigrację do USA, gdzie zamieszkał w Nowym Jorku. Zmarł jako niezamożny człowiek w wieku 91 lat.